# UEFA 유럽 축구 선수권 대회 수상
이 문서에서는 UEFA 유럽 축구 선수권 대회가 끝난 이후에 수여하는 각종 상들을 소개한다.

## 종류
현재 UEFA 유럽 축구 선수권 대회에서는 대회가 끝난 이후에 5종류의 상을 수여한다.
- 대회 최우수 선수 (Player of the Tournament): UEFA 유럽 축구 선수권 대회에서 최고의 활약을 기록한 선수에게 수여하는 상으로서 1996년 대회부터 수여하고 있음.
- 골든 부츠 (Golden Boot): 대회에서 가장 많은 득점을 기록한 선수에게 수여하는 상.
  - 실버 부츠 (Silver Boot): 대회에서 2번째로 많은 득점을 기록한 선수에게 수여하는 상.
  - 브론즈 부츠 (Bronze Boot): 대회에서 3번째로 많은 득점을 기록한 선수에게 수여하는 상.
- 대회 신인 선수 (Young Player of the Tournament): UEFA 유럽 축구 선수권 대회에서 최고의 활약을 기록한 22세 이하의 선수에게 수여하는 상으로서 2016년 대회부터 수여하고 있음.
- 경기 최우수 선수 (Man of the Match Award): UEFA 유럽 축구 선수권 대회 본선 경기에서 최고의 활약을 기록한 선수에게 수여하는 상으로서 1996년 대회부터 수여하고 있음.
- 대회의 팀 (Team of the Tournament): UEFA 유럽 축구 선수권 대회에서 최고의 활약을 기록한 선수들을 대상으로 구성된 팀.

## 대회 최우수 선수
대회 최우수 선수는 UEFA 유럽 축구 선수권 대회에서 최고의 활약을 기록한 선수에게 수여하는 상으로서 1996년 대회부터 수여하고 있다.
| 대회           | 선수                  |
| -------------- | --------------------- |
| UEFA 유로 1996 | 마티아스 자머         |
| UEFA 유로 2000 | 지네딘 지단           |
| UEFA 유로 2004 | 테오도로스 자고라키스 |
| UEFA 유로 2008 | 사비                  |
| UEFA 유로 2012 | 안드레스 이니에스타   |
| UEFA 유로 2016 | 앙투안 그리즈만       |
| UEFA 유로 2020 | 잔루이지 돈나룸마     |
| UEFA 유로 2024 | 로드리                |

## 골든 부트
골든 부트는 UEFA 유럽 축구 선수권 대회에서 가장 많은 득점을 기록한 선수에게 수여하는 상이다. 2008년 대회부터는 2명 이상의 선수가 기록한 득점이 똑같을 경우에는 가장 많은 도움을 기록한 선수에게 수여하고 있으며 이마저도 똑같으면 출전 시간이 적은 선수에게 수여하고 있다.
| 대회                   | 골든 부트                                                                     | 골든 부트               | 실버 부트           | 실버 부트               | 브론즈 부트   | 브론즈 부트             |
| 대회                   | 선수                                                                          | 득점                    | 선수                | 득점                    | 선수          | 득점                    |
| ---------------------- | ----------------------------------------------------------------------------- | ----------------------- | ------------------- | ----------------------- | ------------- | ----------------------- |
| 1960년 유럽 네이션스컵 | 밀란 갈리치 프랑수아 외트 발렌틴 이바노프 드라잔 예르코비치 빅토르 포네델니크 | 2득점                   | 빈칸                | 빈칸                    | 빈칸          | 빈칸                    |
| 1964년 유럽 네이션스컵 | 베네 페렌츠 노바크 데죄 헤수스 마리아 페레다                                  | 2득점                   | 빈칸                | 빈칸                    | 빈칸          | 빈칸                    |
| UEFA 유로 1968         | 드라간 자이치                                                                 | 2득점                   | 빈칸                | 빈칸                    | 빈칸          | 빈칸                    |
| UEFA 유로 1972         | 게르트 뮐러                                                                   | 4득점                   | 빈칸                | 빈칸                    | 빈칸          | 빈칸                    |
| UEFA 유로 1976         | 디터 뮐러                                                                     | 4득점                   | 빈칸                | 빈칸                    | 빈칸          | 빈칸                    |
| UEFA 유로 1980         | 클라우스 알로프스                                                             | 3득점                   | 빈칸                | 빈칸                    | 빈칸          | 빈칸                    |
| UEFA 유로 1984         | 미셸 플라티니                                                                 | 9득점                   | 빈칸                | 빈칸                    | 빈칸          | 빈칸                    |
| UEFA 유로 1988         | 마르코 판 바스턴                                                              | 5득점                   | 빈칸                | 빈칸                    | 빈칸          | 빈칸                    |
| UEFA 유로 1992         | 데니스 베르흐캄프 토마스 브롤린 헨리크 라르센 카를하인츠 리들레               | 3득점                   | 빈칸                | 빈칸                    | 빈칸          | 빈칸                    |
| UEFA 유로 1996         | 앨런 시어러                                                                   | 5득점                   | 빈칸                | 빈칸                    | 빈칸          | 빈칸                    |
| UEFA 유로 2000         | 파트릭 클라위버르트 사보 밀로셰비치                                           | 5득점                   | 빈칸                | 빈칸                    | 빈칸          | 빈칸                    |
| UEFA 유로 2004         | 밀란 바로시                                                                   | 5득점                   | 빈칸                | 빈칸                    | 빈칸          | 빈칸                    |
| UEFA 유로 2008         | 다비드 비야                                                                   | 4득점                   | 빈칸                | 빈칸                    | 빈칸          | 빈칸                    |
| UEFA 유로 2012         | 페르난도 토레스                                                               | 3득점, 도움 1개 (189분) | 마리오 고메스       | 3득점, 도움 1개 (282분) | 알란 자고예프 | 3득점, 도움 0개 (253분) |
| UEFA 유로 2016         | 앙투안 그리즈만                                                               | 6득점, 도움 2개 (555분) | 크리스티아누 호날두 | 3득점, 도움 3개 (625분) | 올리비에 지루 | 3득점, 도움 2개 (456분) |
| UEFA 유로 2020         | 크리스티아누 호날두                                                           | 5득점, 도움 1개 (360분) | 파트리크 시크       | 5득점, 도움 0개 (404분) | 카림 벤제마   | 4득점, 도움 0개 (349분) |
| UEFA 유로 2024         | 코디 학포 해리 케인 기오르기 미카우타제 자말 무시알라 다니 올모 이반 슈란스   | 3득점                   | 빈칸                | 빈칸                    | 빈칸          | 빈칸                    |

## 대회 신인 선수
대회 신인 선수는 UEFA 유럽 축구 선수권 대회에서 최고의 활약을 기록한 22세 이하의 선수에게 수여하는 상으로서 2016년 대회부터 수여하고 있다.
| 대회           | 선수          |
| -------------- | ------------- |
| UEFA 유로 2016 | 헤나투 산시스 |
| UEFA 유로 2020 | 페드리        |
| UEFA 유로 2024 | 라민 야말     |

## 경기 최우수 선수
경기 최우수 선수는 UEFA 유럽 축구 선수권 대회 본선 경기에서 최고의 활약을 기록한 선수에게 수여하는 상으로서 1996년 대회부터 수여하고 있다.
| 대회           | 최다 수상 선수 | 수상 횟수 |
| -------------- | --- | --------- |
| UEFA 유로 1996 | 흐리스토 스토이치코프 데이비드 시먼 마티아스 자머 카렐 포보르스키                                                      | 2회       |
| UEFA 유로 2000 | 에리크 뮈클란 티에리 앙리 루이스 피구 지네딘 지단 프란체스코 토티                                                      | 2회       |
| UEFA 유로 2004 | 미하엘 발라크 뤼트 판 니스텔로이 밀란 바로시 테오도로스 자고라키스 지네딘 지단                                         | 2회       |
| UEFA 유로 2008 | 베슬리 스네이더르 다비드 비야 안드레이 아르샤빈                                                                        | 2회       |
| UEFA 유로 2012 | 안드레스 이니에스타 안드레아 피를로                                                                                    | 3회       |
| UEFA 유로 2016 | 디미트리 파예트 앙투안 그리즈만 크리스티아누 호날두 헤나투 산시스 에덴 아자르 안드레스 이니에스타 그라니트 자카        | 2회       |
| UEFA 유로 2020 | 세르히오 부스케츠 페데리코 키에사 덴젤 둠프리스 해리 케인 로멜루 루카쿠 레오나르도 스피나촐라                          | 2회       |
| UEFA 유로 2024 | 주드 벨링엄 케빈 더 브라위너 크리스티안 에릭센 코디 학포 은골로 캉테 스타니슬라우 로보트카 니코 윌리암스 그라니트 자카 | 2회       |

## 대회의 팀
대회의 팀은 UEFA 유럽 축구 선수권 대회에서 최고의 활약을 기록한 선수들을 대상으로 구성된 팀이다. 1960년 대회부터 1992년 대회까지는 11명을 선정했으며 1996년 대회에서는 18명을, 2000년 대회에서는 22명을 선정했다. 2004년 대회부터 2012년 대회까지는 23명을 선정했고 2016년 대회에서는 11명을 선정했다.
| 대회                          | 골키퍼                                            | 수비수 | 미드필더 | 공격수 |
| ----------------------------- | ------------------------------------------------- | --- | --- | --- |
| 1960년 유럽 네이션스컵 (11명) | 레프 야신                                         | 블라미디르 두르코비치 라디슬라프 노바크                                                                   | 이고리 네토 요세프 마소푸스트 발렌틴 이바노프 드라고슬라브 셰쿨라라츠 보라 코스티치                                                                      | 슬라바 메트레벨리 밀란 갈리치 빅토르 포네델니크                                                               |
| 1964년 유럽 네이션스컵 (11명) | 레프 야신                                         | 펠리시아노 리비야 노바크 데죄 페란 올리베야                                                               | 이그나시오 소코 아만시오 아마로 발렌틴 이바노프 헤수스 마리아 페레다                                                                                     | 베네 페렌츠 얼베르트 플로리안 루이스 수아레스                                                                 |
| UEFA 유로 1968 (11명)         | 디노 초프                                         | 미르사드 파즐라기치 자친토 파케티 보비 무어 알베르트 셰스테르뇨프                                         | 드라간 자이치 안젤로 도멘기니 산드로 마촐라 이비차 오심                                                                                                  | 제프 허스트 루이지 리바                                                                                       |
| UEFA 유로 1972 (11명)         | 예우헨 루다코우                                   | 레바즈 조주아슈빌리 파울 브라이트너 무르타즈 후르칠라바 프란츠 베켄바워                                   | 헤르베르트 비머 울리 회네스 귄터 네처 | 유프 하인케스 게르트 뮐러 라울 람버르트                                                                       |
| UEFA 유로 1976 (11명)         | 이보 빅토르                                       | 얀 피바르니크 뤼트 크롤 프란츠 베켄바워 안톤 온드루시                                                     | 야로슬라프 폴라크 라이너 본호프 드라간 자이치 안토닌 파넨카                                                                                              | 즈데네크 네호다 디터 뮐러                                                                                     |
| UEFA 유로 1980 (11명)         | 디노 초프                                         | 클라우디오 젠틸레 카를하인츠 푀르슈터 가에타노 시레아 한스페터 브리겔                                     | 얀 쾰레만스 마르코 타르델리 베른트 슈스터 한지 뮐러 | 카를하인츠 루메니게 호르스트 흐루베슈                                                                         |
| UEFA 유로 1984 (11명)         | 하랄트 슈마허                                     | 주앙 핀투 카를하인츠 푀르슈터 모르텐 올센 안드레아스 브레메                                               | 페르난두 샬라나 장 티가나 미셸 플라티니 프랑크 아르네센                                                                                                  | 루디 푈러 알랭 지레스                                                                                         |
| UEFA 유로 1988 (11명)         | 한스 판 브뢰켈런                                  | 주세페 베르고미 프랑크 레이카르트 로날트 쿠만 파올로 말디니                                               | 뤼트 휠릿 얀 바우터르스 주세페 잔니니 로타어 마테우스 | 마르코 판 바스턴 잔루카 비알리                                                                                |
| UEFA 유로 1992 (11명)         | 페테르 슈마이헬                                   | 조슬랭 앙글로마 로랑 블랑 안드레아스 브레메 위르겐 콜러                                                   | 슈테판 에펜베르크 뤼트 휠릿 토마스 헤슬러 브리안 라우드루프                                                                                              | 마르코 판 바스턴 데니스 베르흐캄프                                                                            |
| UEFA 유로 1996 (18명)         | 데이비드 시먼 안드레아스 쾨프케                   | 라도슬라프 라탈 로랑 블랑 마르셀 드사이 마티아스 자머 파올로 말디니                                       | 디디에 데샹 스티브 맥매너먼 폴 개스코인 후이 코스타 카렐 포보르스키 디터 아일츠                                                                          | 앨런 시어러 흐리스토 스토이치코프 다보르 슈케르 유리 조르카에프 파벨 쿠카                                     |
| UEFA 유로 2000 (22명)         | 프란체스코 톨도 파비앵 바르테즈                   | 릴리앙 튀람 로랑 블랑 마르셀 드사이 알레산드로 네스타 파비오 칸나바로 파올로 말디니 프랑크 더 부르        | 파트리크 비에이라 지네딘 지단 루이스 피구 후이 코스타 에드가르 다비츠 데메트리오 알베르티니 페프 과르디올라                                              | 티에리 앙리 파트릭 클라위버르트 누누 고메스 라울 프란체스코 토티 사보 밀로셰비치                              |
| UEFA 유로 2004 (23명)         | 페트르 체흐 안토니오스 니코폴리디스               | 애슐리 콜 솔 캠벨 히카르두 카르발류 트라야노스 델라스 올로프 멜베리 유르카스 세이타리디스 잔루카 참브로타 | 프랑크 램퍼드 미하엘 발라크 루이스 피구 마니시 파벨 네드베트 테오도로스 자고라키스 지네딘 지단                                                           | 웨인 루니 밀란 바로시 헨리크 라르손 욘 달 토마손 뤼트 판 니스텔로이 앙겔로스 하리스테아스 크리스티아누 호날두 |
| UEFA 유로 2008 (23명)         | 잔루이지 부폰 이케르 카시야스 에드빈 판 데르 사르 | 조제 보싱와 필리프 람 카를로스 마르체나 페페 카를레스 푸욜 유리 지르코프                                  | 하미트 알튼토프 루카 모드리치 마르코스 세나 사비 콘스탄틴 지랴노프 미하엘 발라크 세스크 파브레가스 안드레스 이니에스타 루카스 포돌스키 베슬리 스네이더르 | 안드레이 아르샤빈 로만 파블류첸코 페르난도 토레스 다비드 비야                                                 |
| UEFA 유로 2012 (23명)         | 잔루이지 부폰 이케르 카시야스 마누엘 노이어       | 제라르드 피케 파비우 코엔트랑 필리프 람 페페 세르히오 라모스 조르디 알바                                  | 스티븐 제라드 다니엘레 데 로시 사비 안드레스 이니에스타 사미 케디라 세르지오 부스케츠 메수트 외질 안드레아 피를로 사비 알론소                            | 마리오 발로텔리 세스크 파브레가스 크리스티아누 호날두 즐라탄 이브라히모비치 다비드 비야                       |
| UEFA 유로 2016 (11명)         | 후이 파트리시우                                   | 요주아 키미히 제롬 보아텡 페페 하파엘 게헤이루                                                            | 토니 크로스 조 앨런 앙투안 그리즈만 에런 램지 디미트리 파예트                                                                                            | 크리스티아누 호날두                                                                                           |
| UEFA 유로 2020 (11명)         | 잔루이지 돈나룸마                                 | 카일 워커 레오나르도 보누치 해리 매과이어 레오나르도 스피나촐라                                           | 피에르에밀 호이비에르 조르지뉴 페드리 | 페데리코 키에사 로멜루 루카쿠 라힘 스털링                                                                     |
| UEFA 유로 2024 (11명)         | 마이크 메냥                                       | 카일 워커 윌리암 살리바 마누엘 아칸지 마르크 쿠쿠레야                                                     | 로드리 다니 올모 파비안 루이스 | 라민 야말 자말 무시알라 니코 윌리암스                                                                         |

## 같이 보기
- FIFA 월드컵의 상